# Бурнейкис, Юозас Пранович
Юозас Пранович Бурнейкис (лит. Juozas Burneikis; 1 марта 1931, Квесай (ныне Каунасский район Литва) — 9 сентября 2005, Каунас) — литовский и советский учёный-гидротехник, географ, педагог. Профессор (с 1988). Доктор географических наук (1972). Заслуженный деятель науки и техники Литовской ССР. Член-корреспондент Академии наук Литовской ССР (1976). Лауреат Государственной премии Литовской ССР (1965).

## Биография
В 1954 году окончил Каунасский политехнический институт. Инженер-строитель.
С 1957 года работал в Институте энергетики (до 1990 г. в Институте физико-технических проблем энергетики). В 1961—1987 годах — заведующий кафедрой гидроэнергетики, в 1987—1994 годах — лабораторией комплексных энергетических исследований. В 1986—1991 годах преподавал в Литовской сельскохозяйственной академии, профессор (1988).
В 1993 году вместе с коллегами разработал проект Национальной энергетической стратегии Литвы. Проводил исследования использования малых гидроэлектростанций, регулирования стоков литовских рек и др. Его работы создали благоприятные условия для строительства водонакопительных объектов для комплексного и рационального использования водных ресурсов. Впоследствии была разработана методология баланса управления водными ресурсами, на основе которой было достигнуто рациональное использование водных ресурсов до 2000 года. Занимался прогнозом водоснабжения крупных городов.

## Избранные публикации
- Речной кадастр (длины рек и водосборных площадей) Литовской ССР (совместно с М. Ласинскасом, 1960)
- Внутригодовое распределение стока и методика его определения при водохозяйственных расчётах на примере реки Нямунас (1961)
- Речной кадастр Литовской ССР (регулирование стока) (совместно с Б. Гайлюшисом, 1970)
- Регулирование стока рек Литовской ССР (1971)
- Водохозяйственные системы Литовской ССР (1979)
- Гидроэнергетические ресурсы рек Литвы и их использование (1994)

## Награды
- Государственная премия Литовской ССР (1965)